# Malgrate
Malgrate (Malgraa in dialetto lecchese, pronuncia fonetica IPA: /malˈɡraa/) è un comune italiano di 4 138 abitanti della provincia di Lecco in Lombardia. Si affaccia sulla parte terminale del Lario proprio dirimpetto alla città di Lecco.
Località di soggiorno ricercata già nel '700, Malgrate vive fino alla fine del XIX secolo il suo momento di massimo splendore. Nei suoi palazzi si registrò una così alta vivacità intellettuale ed artistica, da valergli l'appellativo di "Venezia del Lario".

## Geografia fisica
(Don Dionigi Puricelli, La mia parrocchia, 1922)

## Origini del nome
Fu molto probabilmente Antesitum, che vuole dire "spiaggia posta avanti", il nome del primitivo insediamento dell'attuale Malgrate, nome assegnatogli dai militari romani che dalle loro fortificazioni poste nell'abitato di Castrum Leuci, l'odierna Lecco, vedevano questo lembo di terra al di là del lago. I primi abitanti della zona furono quasi sicuramente pescatori e barcaioli. Questi ultimi, secondo una versione tramandata di generazione in generazione, ebbero anche l'onore di traghettare verso Lecco Giulio Cesare ed alcuni suoi combattenti reduci dalla campagna delle Gallie.
È databile ad un evento del 1126 l'attuale nome di Malgrate, quando le acque del Lario furono investite dalla lotta che divideva i milanesi e gli alleati lecchesi, dai comaschi.
Malgrate possedeva una posizione strategica: aveva un porto protetto e un piccolo forte, detto San Grato, che la tradizione vuole sorgesse sulla Rocca di San Dionigi, ma che fonti storiche indicano si trovasse nel luogo in cui sorse nel XV secolo, la chiesetta di San Antonio Abate.
Controllare il forte di San Grato e il lido di Antesito, voleva dire per i comaschi costituire una spina nel fianco dei lecchesi. Durante una notte in quell'anno, i lecchesi, favoriti dall'imbrunire e aiutati da reparti milanesi, riuscirono a raggiungere inosservati la spiaggia di Antesito, sgominarono i pochi difensori di guardia sui bastioni del forte di San Grato ed entrarono nel ridotto. Sorpresa nel sonno la guarnigione comasca, nonostante la disperata resistenza di alcuni gruppi, fu rapidamente costretta alla resa dopo aver lasciato sul terreno parecchi caduti. Il forte venne in larga parte distrutto e la battaglia ebbe un seguito nuovamente tragico quando alcuni prigionieri comaschi vennero giustiziati dai lecchesi.
La tradizione vuole che in seguito a quel cruento episodio bellico, "Grato" modificasse la denominazione del centro in "Malgrato", divenendo poi l'odierno Malgrate.

## Storia
Inserito nella pieve di Lecco già nel IX secolo, durante la guerra decennale il paese di Malgrate fu ripetutamente invaso e saccheggiato.
Nel 1532, durante le lotte che vide il Medeghino contrapporsi al Ducato di Milano, Malgrate fu il teatro di una sanguinosa battaglia che vide l'annientamento dell'armata ducale guidata da Accorsino da Lodi.
Nel XVIII secolo si registra la realizzazione delle prime ville padronali.

### Simboli
Lo stemma del Comune di Malgrate è stato concesso con decreto del presidente della Repubblica dell'8 dicembre 2007.
Il gonfalone è un drappo partito di bianco e di azzurro.

## Monumenti e luoghi di interesse

### Architetture religiose

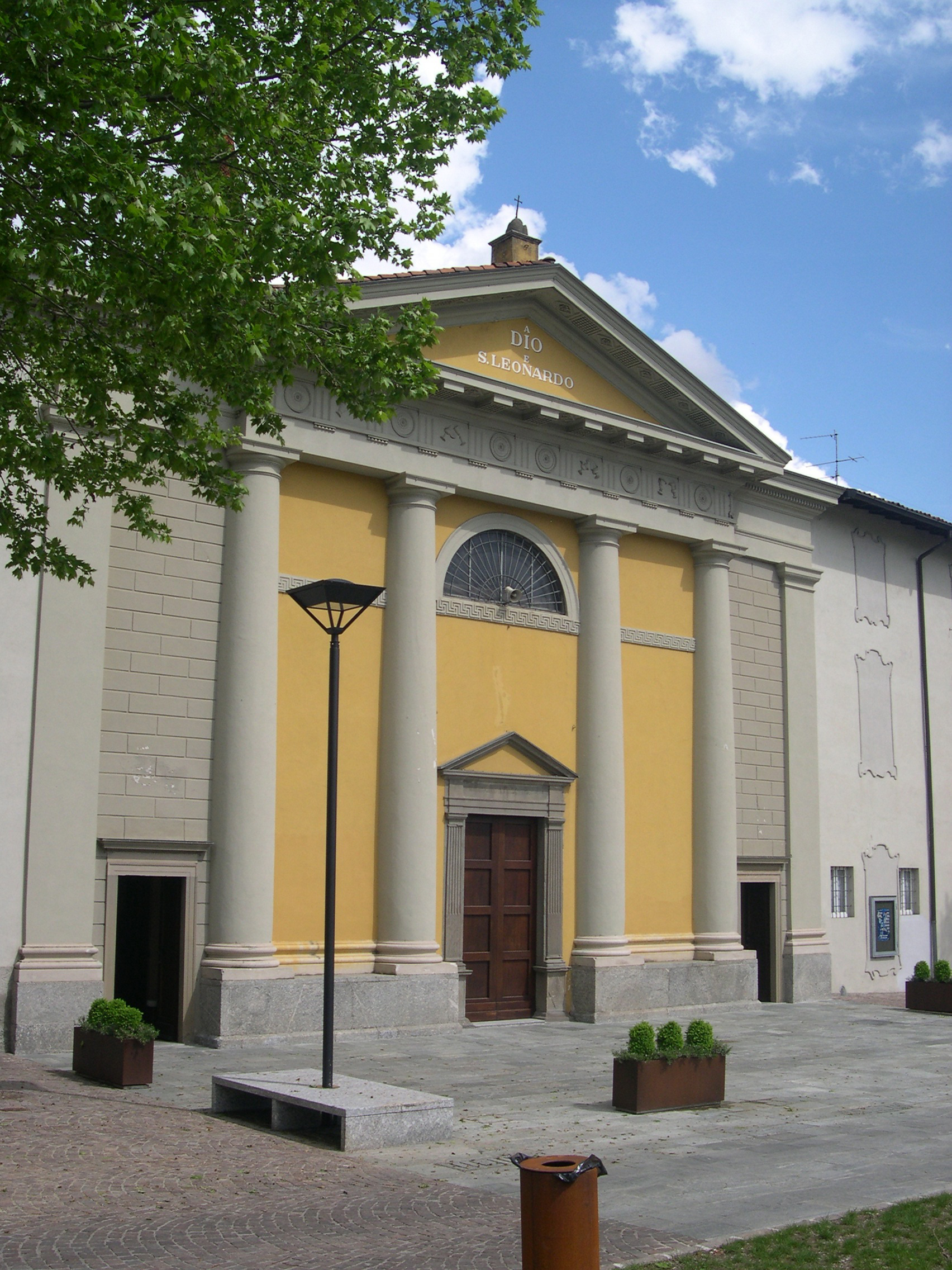
Chiesa di San Leonardo

Chiesa parrocchiale di San Leonardo
Dedicata a San Leonardo di Noblac venne rifabbricata a tre campate intorno al 1550. Di un completo restauro si hanno notizie solo nel periodo 1812-1815 ad opera di Giuseppe Bovara. La facciata fu realizzata con la conservazione in luogo del portale tipico della Controriforma datato 1607 e contrastante con la chiarezza delle pareti e delle mezzecolonne. Alla parte centrale, coronata dal fregio e dal timpano decorato da mensolette, si accostano due alette a finte bugne d'intonaco. Sempre il Bovara, nel 1817, disegna la cantoria, ancora esistente, per l'organo. All'interno della chiesa, di notevole rilievo il battistero con prezioso ciborio intagliato, risalente agli anni 1660-1670 e la cappella detta "della Cintura”, con volte a botte e rosoni, un importante altare ligneo con statue dorate e dipinti dei Santi Agostino e Monica, opere ottocentesche del lecchese Giacomo Mattarelli jr. e due quadri di Cherubino Cornienti donati da Giorgio Agudio nel 1856.
Chiesa di San Carlo
L'oratorio di San Carlo Borromeo si evidenzia all'estremità sinistra di Palazzo Recalcati. Quattro lesene con capitello in stucco e un marcapiano scandiscono il prospetto sormontato dal frontone con timpano e medaglia centrale. L'elegante portale in pietra introduce in una navata a pianta ottagonale ad angoli smussati, con copertura a cupola. Sulla parete di fondo del vano presbiterale quadrato, una tela seicentesca rappresenta la Vergine con Bambino e san Carlo. Edificato dal senatore Antonio Recalcati e dotato di arredi e beni, fin dal 1694 appartenne alla giurisdizione della parrocchia di San Nicolò di Lecco fino al 1977, quando fu istituita la parrocchia di S. Carlo. La crescita della popolazione, indusse la parrocchia a riutilizzare l'ala sud di palazzo Recalcati per la nuova struttura ecclesiastica. L'aula unica ricavata dalle stalle, su progetto di Bruno Bianchi, conserva le vecchie travi a vista e prende luce dal cortile del palazzo con vetrate realizzate nel 1978 dal pittore Trento Longaretti.

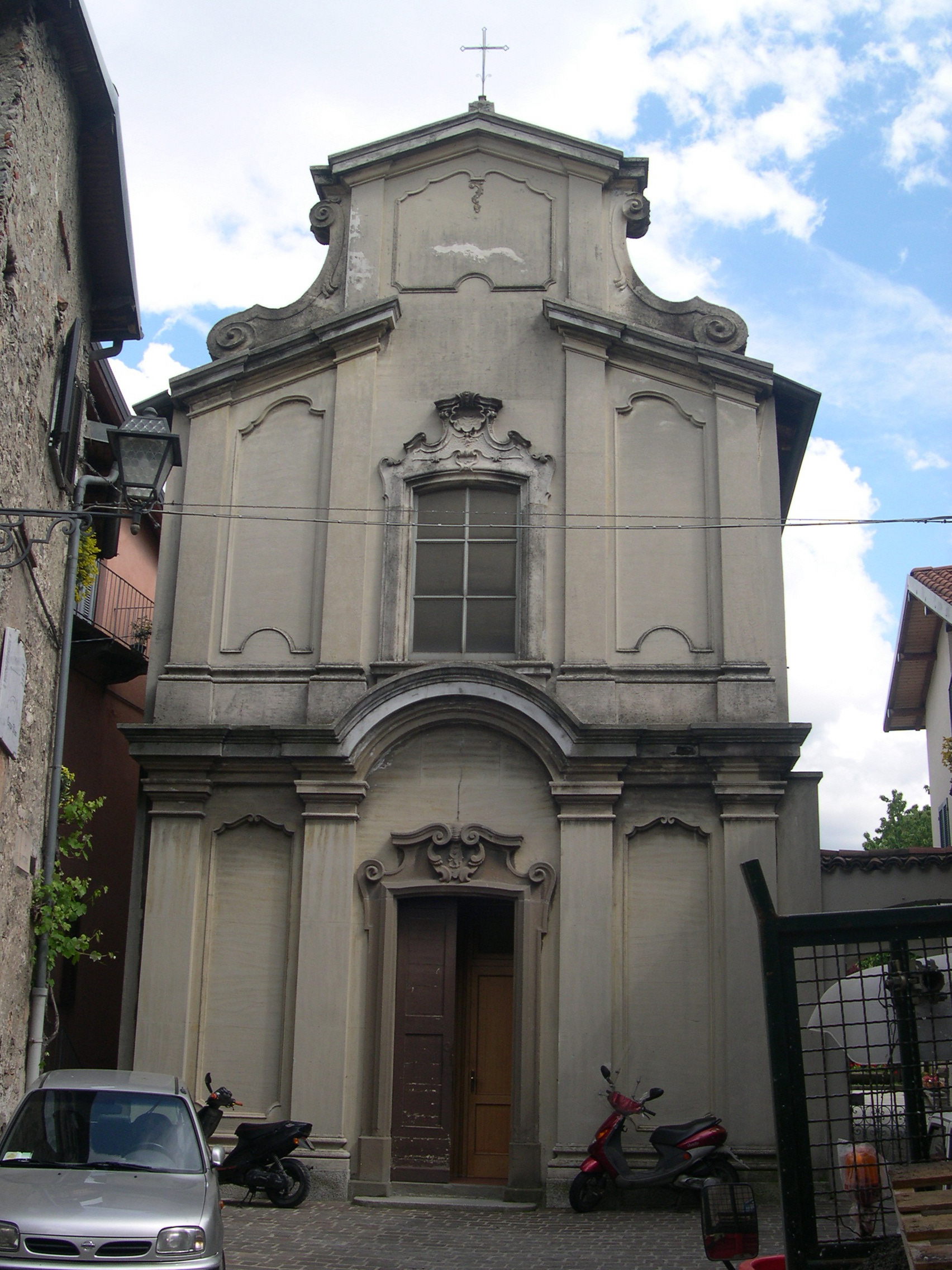
Chiesa di Sant'Antonio Abate
Eretta nella prima metà del XV secolo per volere della famiglia Maggi, ha assunto poi le forme e le decorazioni barocche come descrive il cardinale Giuseppe Pozzobonelli nella sua visita pastorale nel 1746 e che ancora oggi possiamo ammirare. La facciata, tripartita da lesene chiude la piazzetta e presenta discreti decori a volute nelle cornici del portale, dalla finestra soprastante, dal fastigio nella cimasa. All'interno un frammento di affresco quattrocentesco, Crocifissione, coperto dalla pala d'altare, è l'unica testimonianza delle origini quattrocentesche della chiesa. Sulla parete di fondo e sulla volta vi è un'architettura dipinta che crea uno spazio illusionistico in cui si inserisce la pala d'altare raffigurante La Vergine col Bambino, sant'Antonio abate e sant'Antonio da Padova, XVIII sec. Sulla volta l'Incoronazione della Vergine. Due statuette devozionali in legno dipinto: Sant'Antonio abate e san Luigi Gonzaga. Dal recente restauro l'altare e il porta tabernacolo in pietra serena.
Chiesa di San Grato
Progettata dall'architetto Bruno Bianchi, venne costruita nel 1961 per volontà della comunità del Gaggio. È costituita da uno spazio di accoglienza che introduce all'aula liturgica, da un muro di recinzione per delimitare il cortiletto. Sui lati, nicchie ricavate nello spessore murario, accolgono la Via Crucis in ferro. Un muro più elevato funge da torre campanaria, in mattone a vista come tutto il costruito. La facciata dell'aula liturgica con tetto a capanna e copertura in ardesia, il portale quadrato, in granito, sormontato da una finestra che riprende il motivo della merlatura di recinzione, introduce nell'unica navata. L'interno si contraddistingue per purezza ed essenzialità. L'altare è un blocco rivestito di mosaico in vetro viola con incastonato, in lettere di ottone, il testo del Padre Nostro. Con i restauri del 2004 la chiesa di San Grato ha nuovi arredi sacri: il trittico per le celebrazioni, mensa, ambone e sede, in marmo botticino; le porte in bronzo con i rilievi della Pentecoste e dell'Ultima Cena; le tre vetrate che rappresentano Il popolo in cammino della Chiesa di San Grato, La Chiesa di Milano e La Chiesa di Roma.

#### Cappella della Crocetta
Ai piedi della salita che porta alla chiesa di san Leonardo si trova una cappella dedicata ad Accorsino da Lodi, ferito a morte nel 1532 durante un attacco sferrato dalle truppe del Medeghino ai danni di una guarnigione di Francesco II Sforza, capeggiata appunto da Accorsino.

### Architetture civili

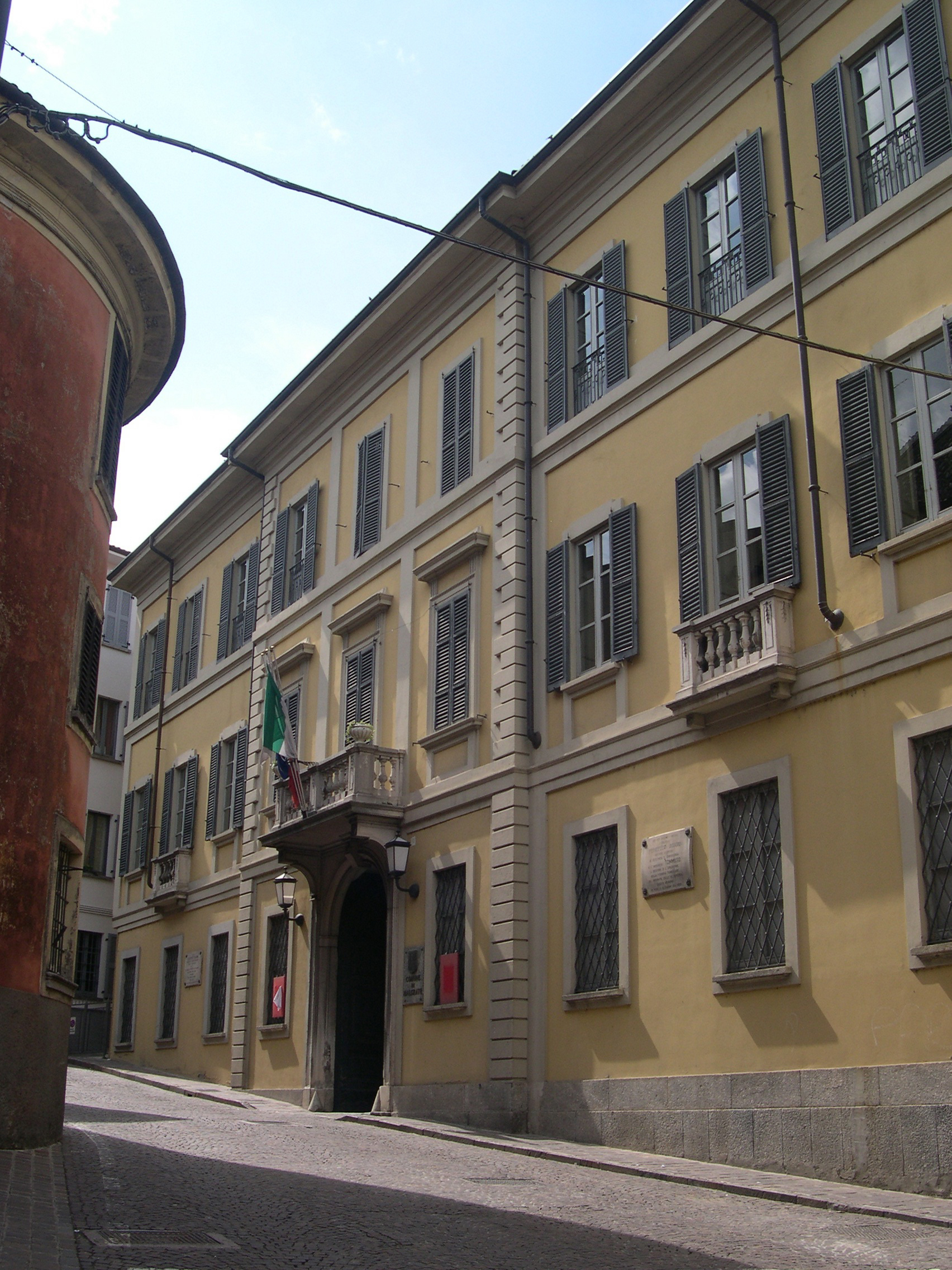
Palazzo Agudio, Municipio.

Palazzo Agudio
Conosciuto anche come Palazzo Consonni, nonché sede del Municipio di Malgrate, si affaccia su via Agudio, l'asse principale del vecchio nucleo discendente verso il lago. Dalle belle e sobrie forme classiche, il palazzo appartenne ad un ramo nobile degli Agudio. Probabile rifusione di edifici più antichi avvenuta nel periodo 1816-1820 per opera dell'arch. Giuseppe Bovara. Sulla facciata del palazzo una lapide ricorda che qui ebbe i natali l'ing. Tommaso Agudio (1827-1893) ed un'altra lapide il soggiorno di Giuseppe Parini. A Tommaso Agudio e al suo concittadino Pietro Vassena, l'associazione culturale il Melabò, in collaborazione con l'assessorato alla Cultura del Comune di Malgrate, ha dedicato, dal 14 al 25 aprile 2012, nella Sala della Quadreria Bovara Reina, una Mostra di pittura e scultura sugli inventori e le invenzioni. Alla loro meritoria opera di inventori - rispettivamente del sistema funicolare e del batiscafo C3 - il Melabò ha allestito per l'inaugurazione della Mostra uno spettacolo dal titolo: Un dì all'azzurro spazio - Viaggio poetico-musicale fra ascese montane e profondità marine. Palazzo Agudio è stato ristrutturato internamente nel 1985-1987 su progetto dell'arch. Franco Stefanoni, mentre nel 1994 si sono conclusi i lavori di restauro esterno delle facciate. Nel giugno 2000 sono stati completati i lavori di restauro dei soffitti decorati da parte di Giacomo Luzzana. Di particolare rilievo la Sala del Consiglio e la Sala del Sindaco, ricche di opere di vari periodi e provenienze, da oli su tela a fotoincisioni, da gessi a dipinti murali sulle volte.
Villa Armenise
Rientrante tra i beni d'interesse storico monumentale, conosciuta anche come villa Ciribelli, sul vecchio albergo del porto, la villa è sorta intorno al 1890, fatta edificare dal pittore Raffaele Armenise come sua residenza, qui ideò i celebri affreschi del teatro Petruzzelli di Bari. Fu poi ripresa in stile fra manierismo e barocco, fino alla soluzione degli anni sessanta che ha introdotto il loggiato sul fronte. Presenta un giardino all' italiana e numerose statue barocche di recupero.

### Altri monumenti
- La filanda Bovara-Reina, attiva a partire dal XIX secolo, durante il Settecento costituiva la residenza della famiglia Bovara, ai quali subentrarono i Reina nel 1792[5]
- Palazzo Recalcati[5]

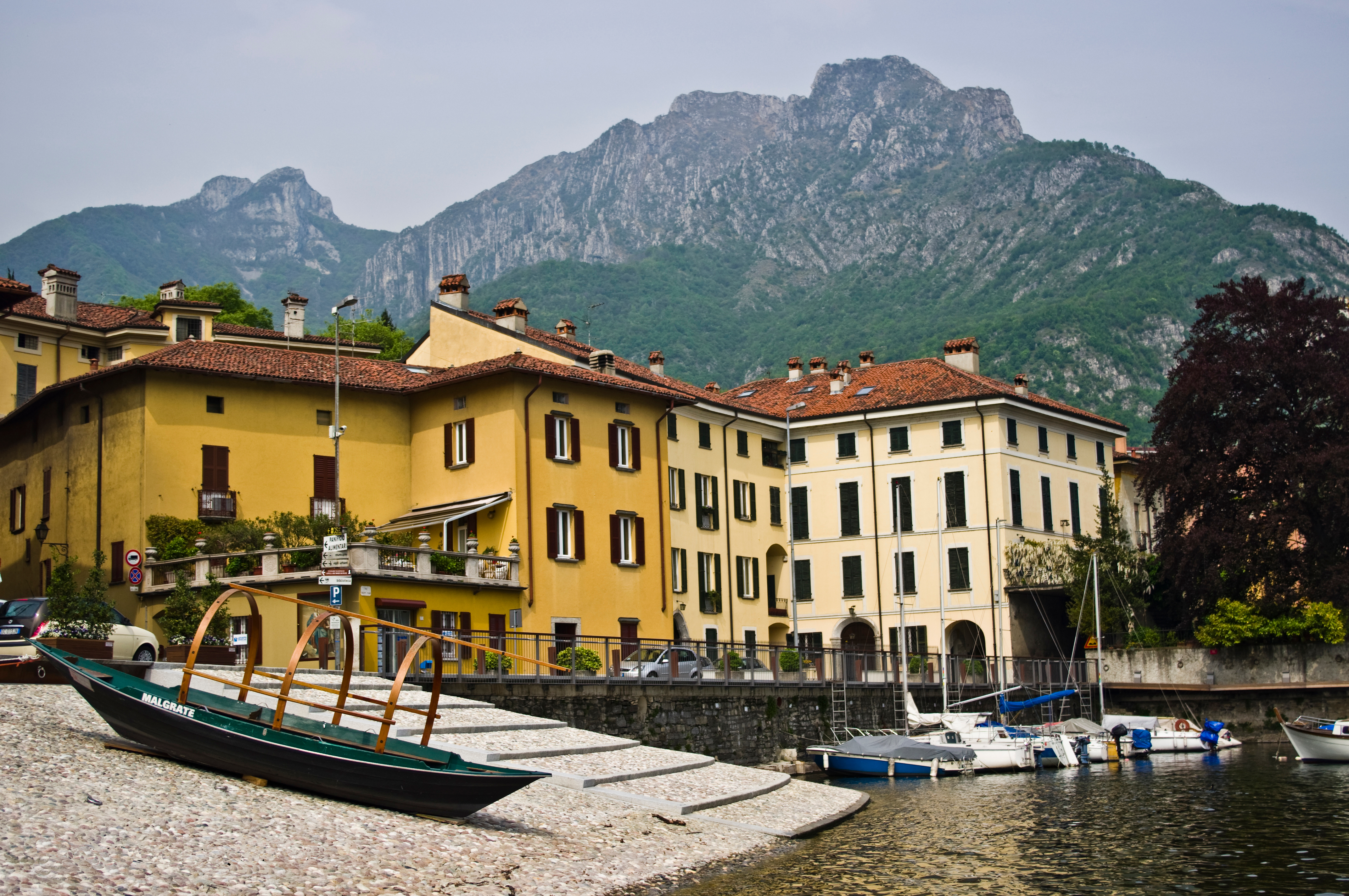
Palazzetto Reina.
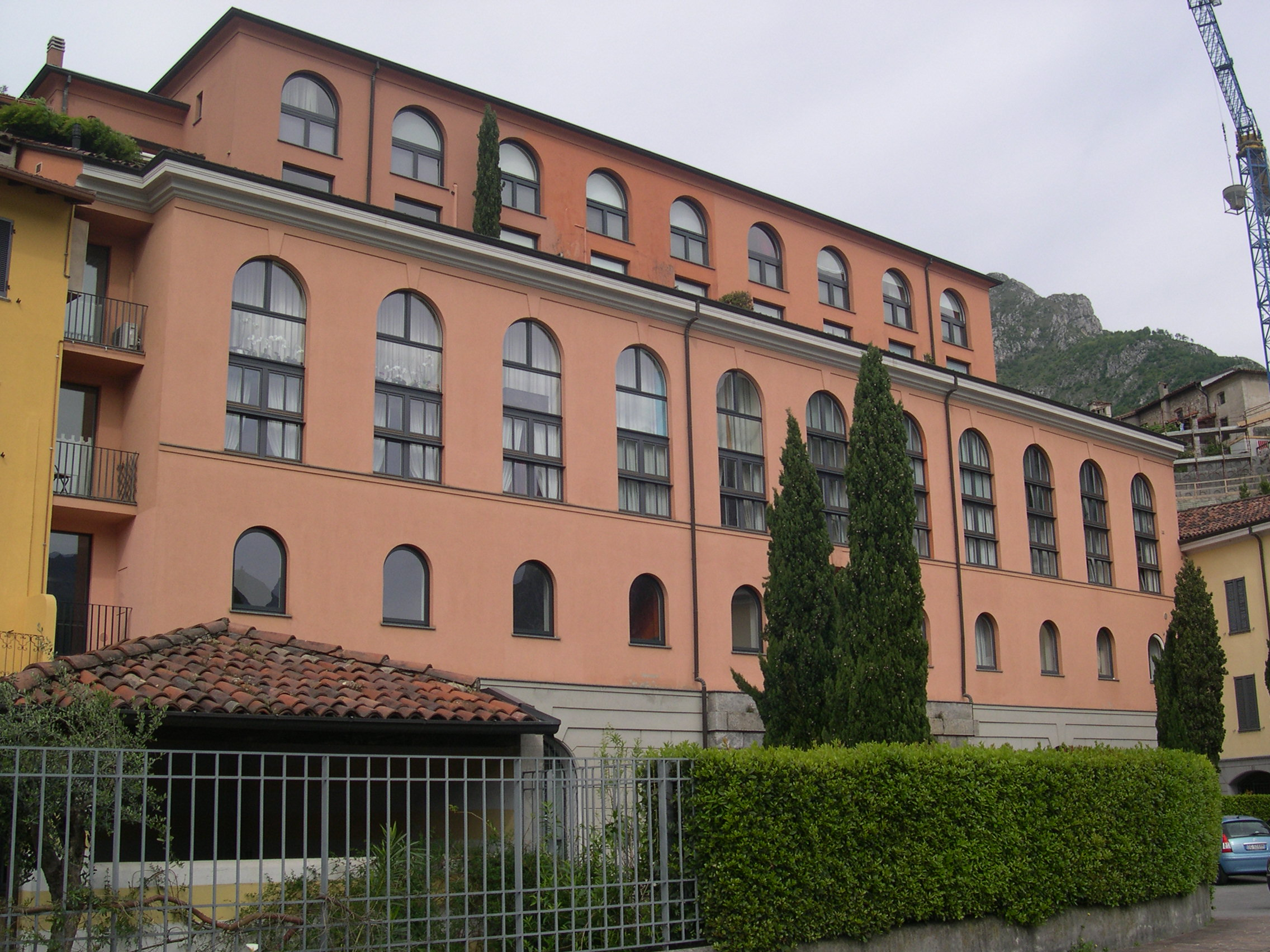
Filanda Bovara-Reina.
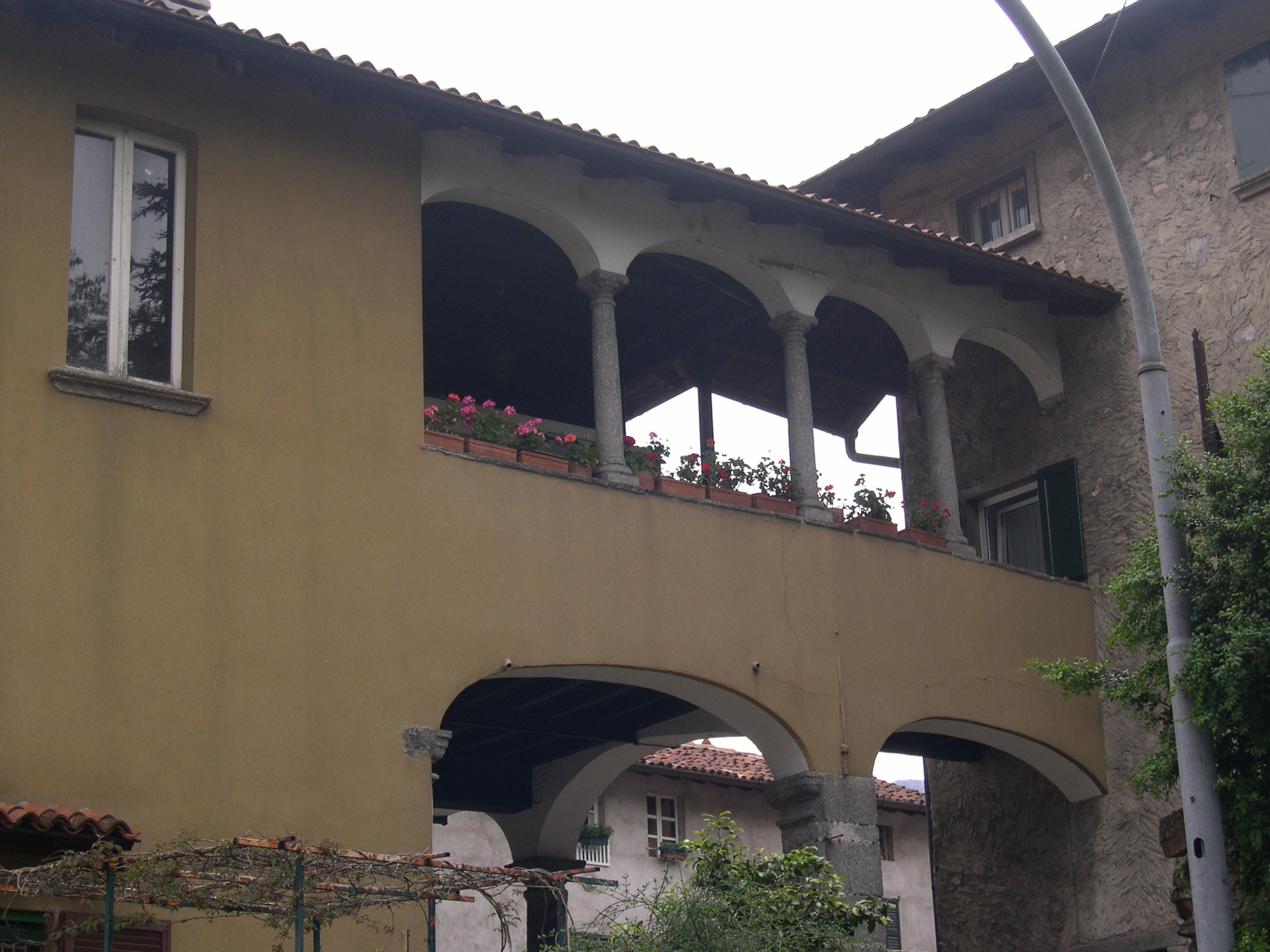
Casa Agudio (via Agudio 15).
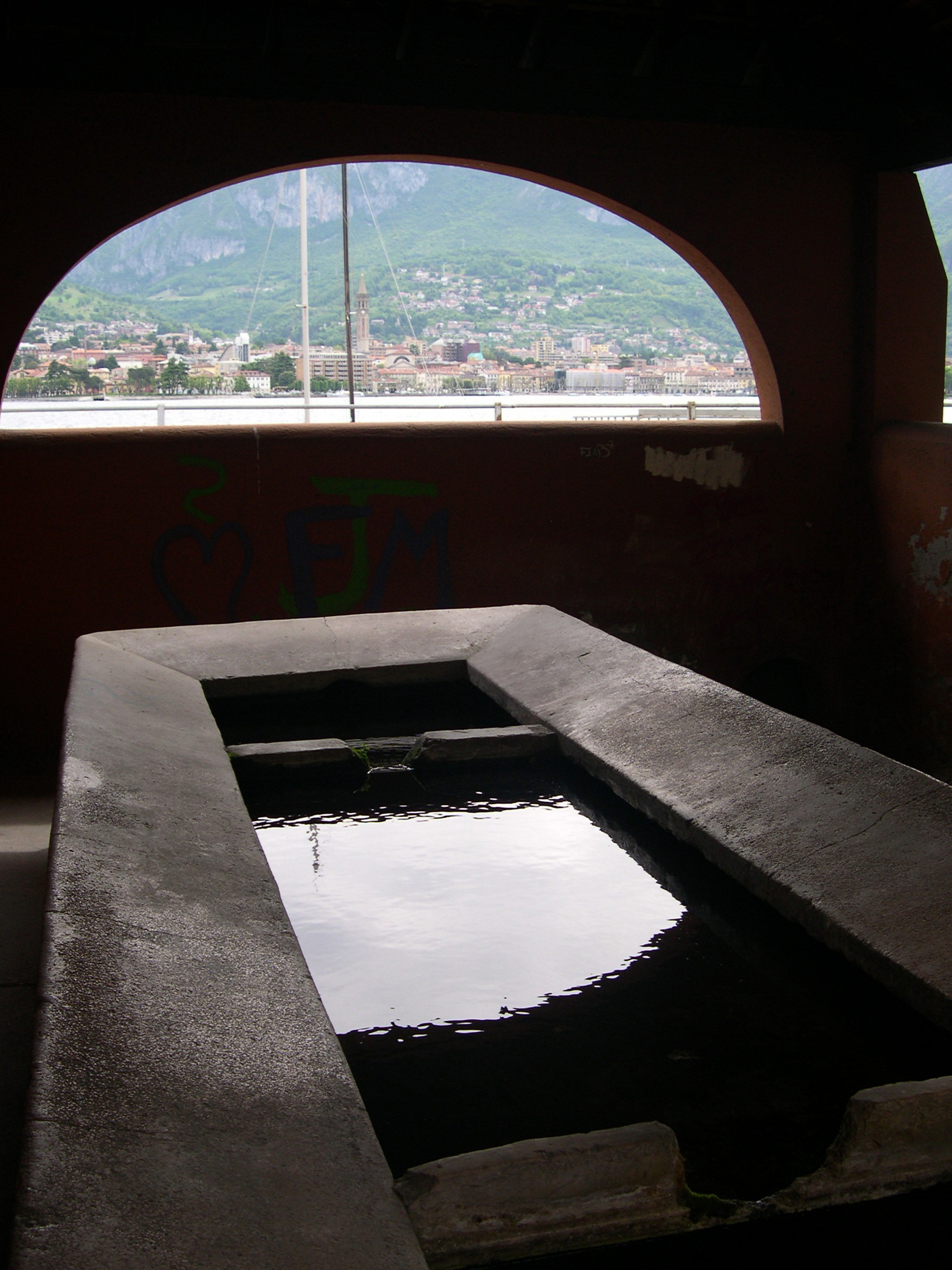
Lavatoio.
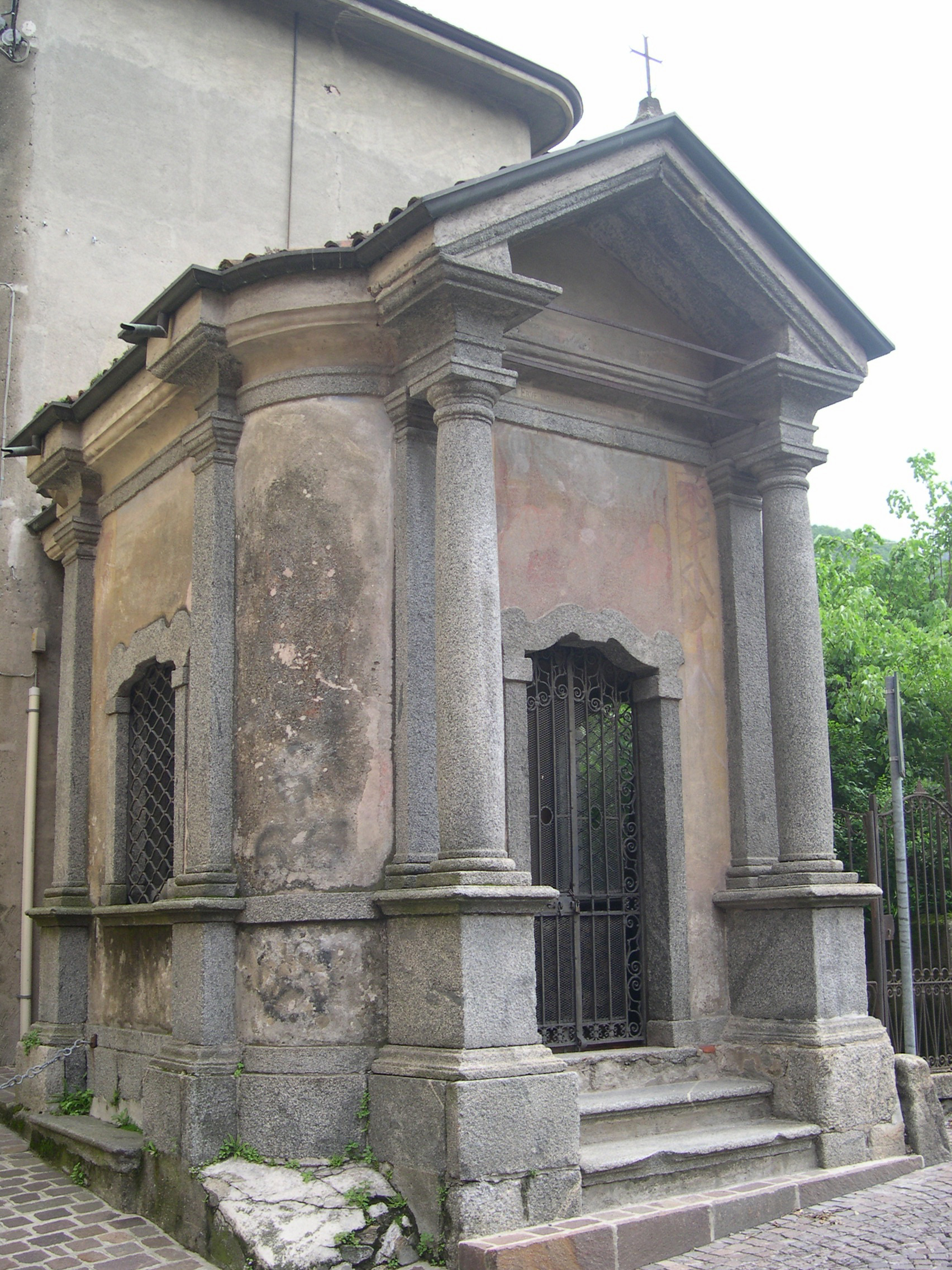
Cappella dei morti di peste.

## Infrastrutture e trasporti
Fra il 1928 e il 1955 la località ospitò una fermata della Tranvia Como-Erba-Lecco, che sorgeva nelle adiacenze del casello ferroviario posto a protezione del passaggio a livello di via Gaggio.

## Amministrazione
| Periodo | Periodo   | Primo cittadino | Partito                         | Carica  | Note |
| ------- | --------- | --------------- | ------------------------------- | ------- | ---- |
| 2004    | 2014      | Giovanni Codega | lista civica Malgrate per tutti | sindaco |      |
| 2014    | in carica | Flavio Polano   | lista civica Malgrate per tutti | sindaco |      |

### Gemellaggi
- Lavarone

## Società

### Evoluzione demografica
- 419 nel 1751
- 517 nel 1771
- 456 nel 1805
- annessione a Civate nel 1809
- annessione a Valmadrera nel 1812
- 752 nel 1853[senza fonte]

Abitanti censiti

## Galleria d'immagini

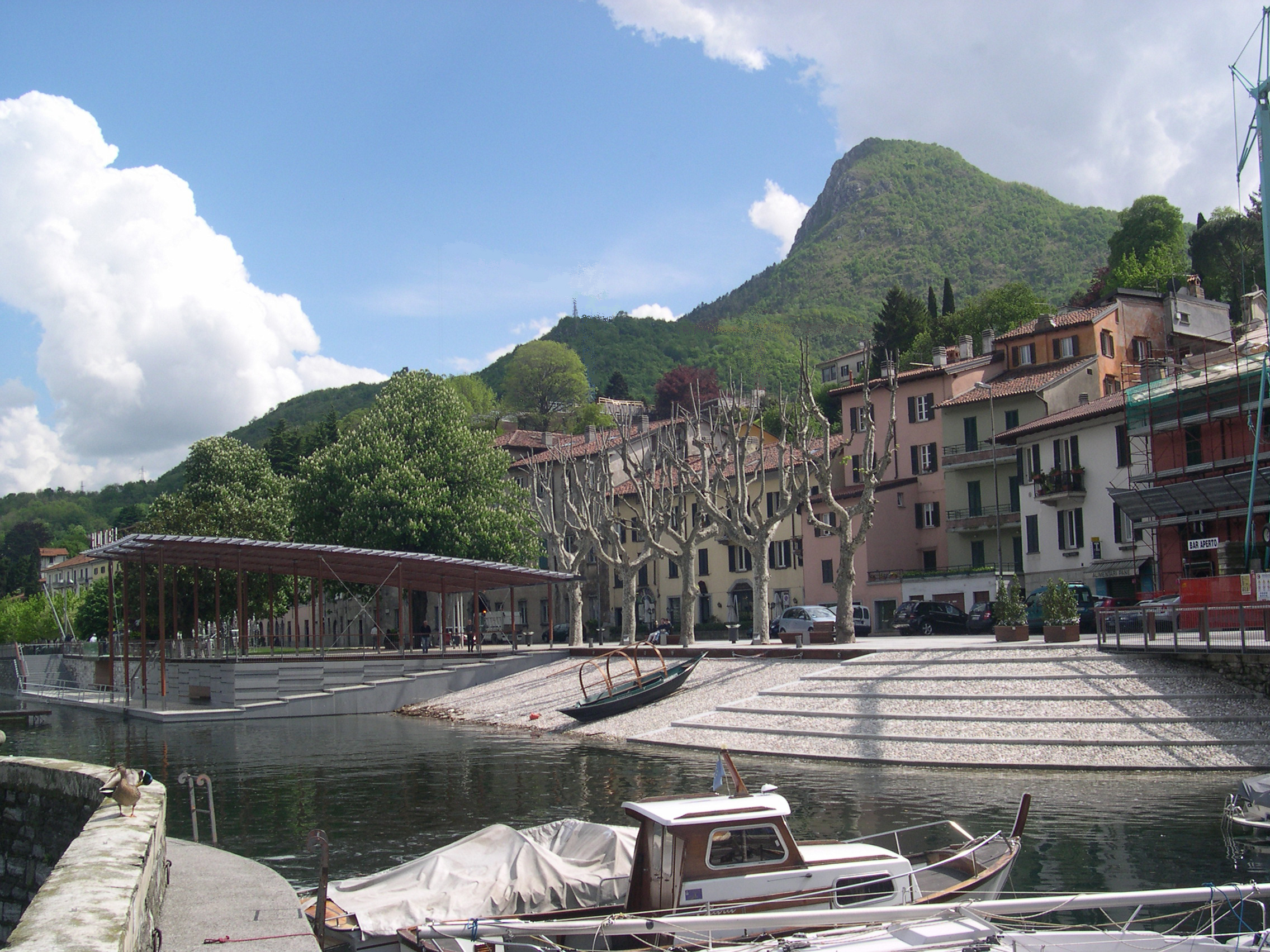
Nuovo lungolago di Malgrate con il Monte Barro sullo sfondo.
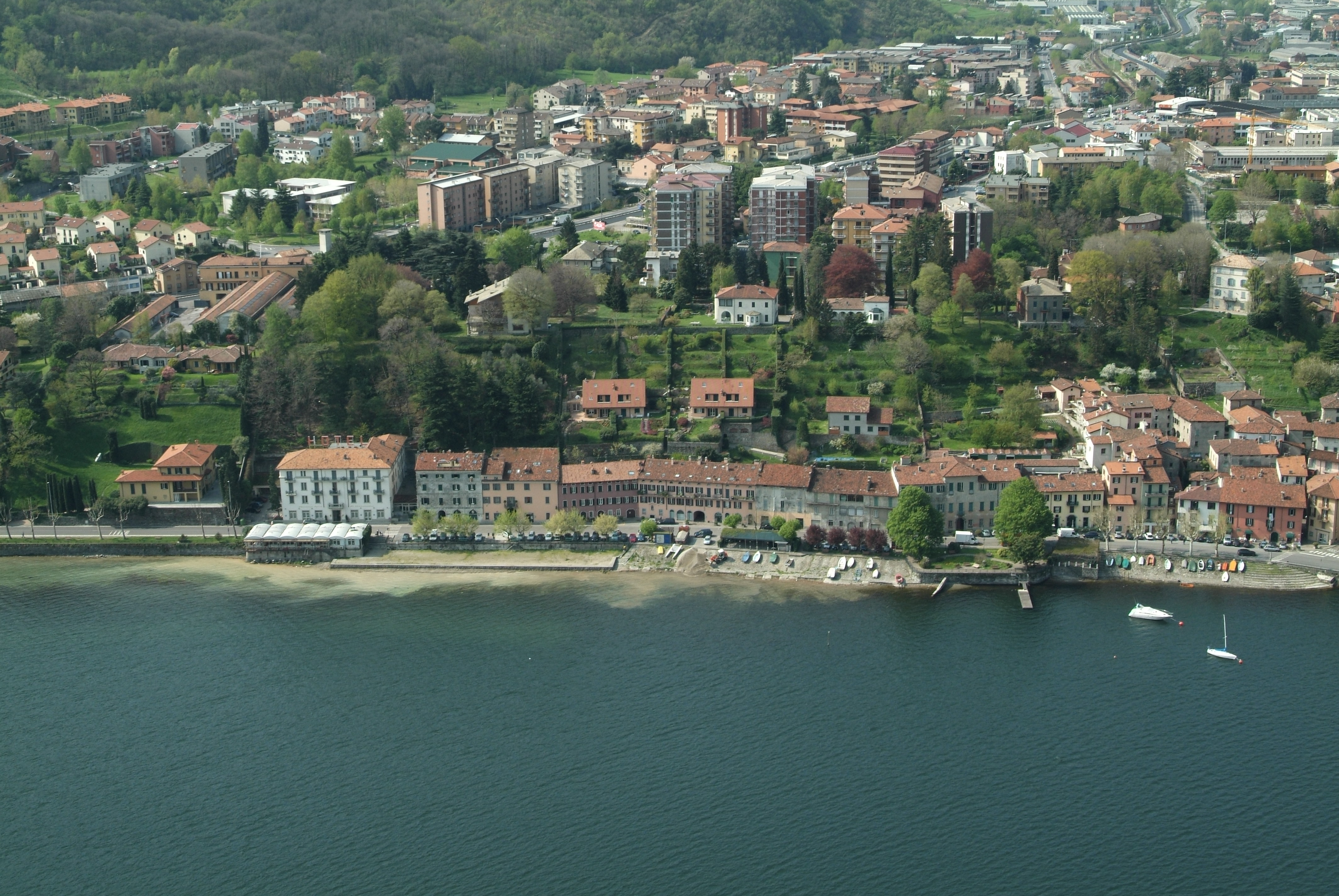
Lungolago di Malgrate prima parte.
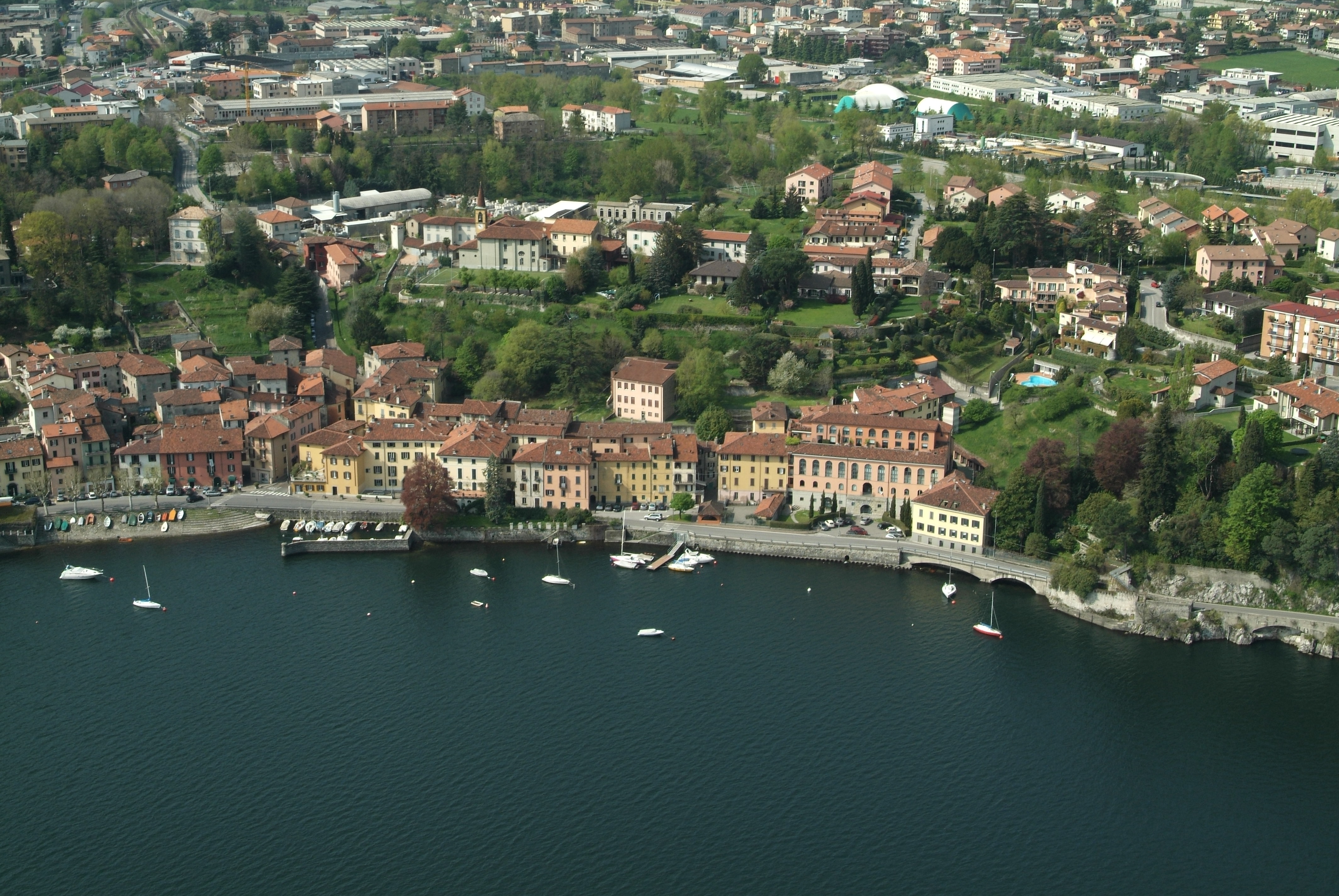
Lungolago di Malgrate seconda parte.
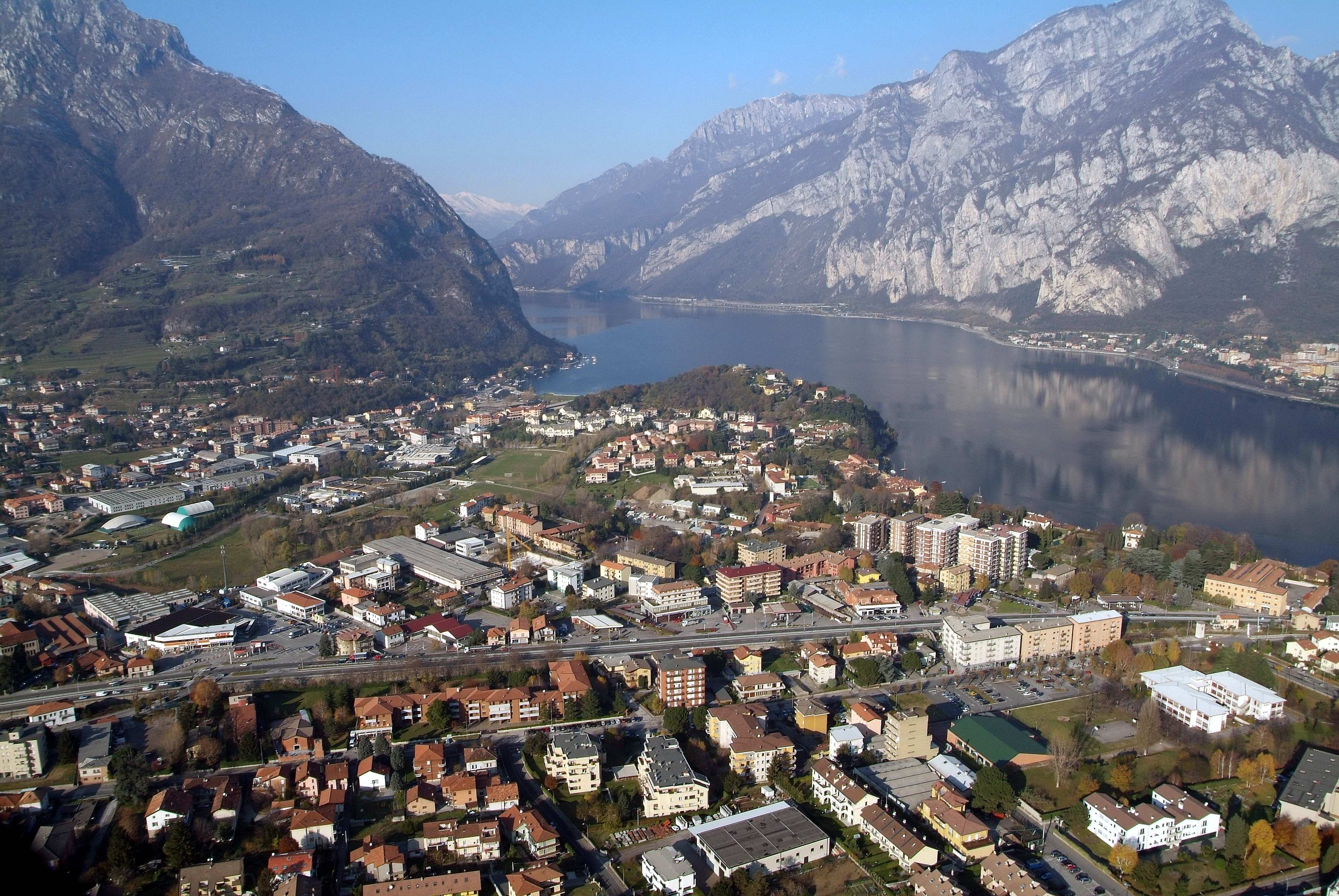
Vista di Malgrate dal Monte Barro.
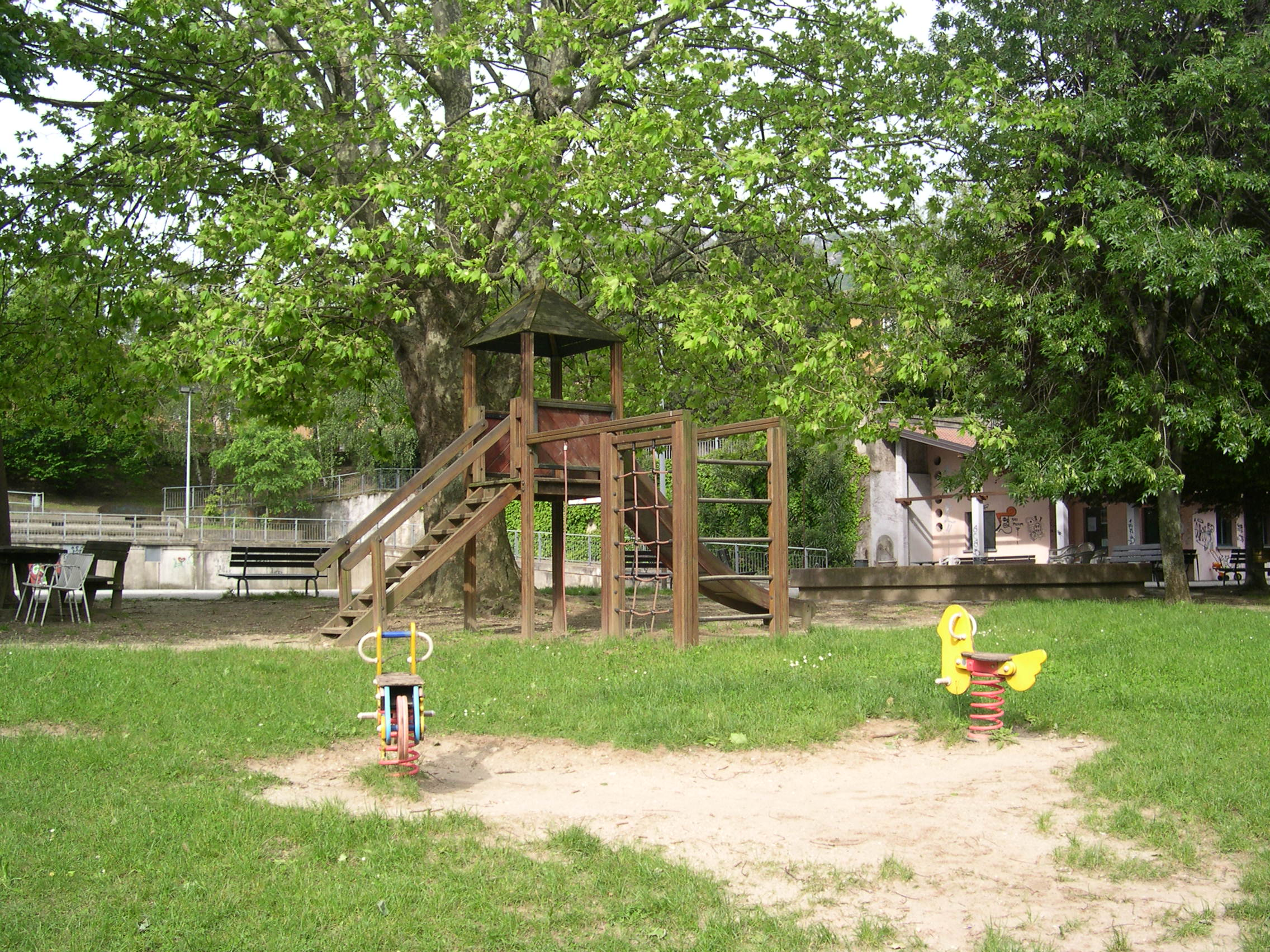
Giardinetti di via Stabilini.
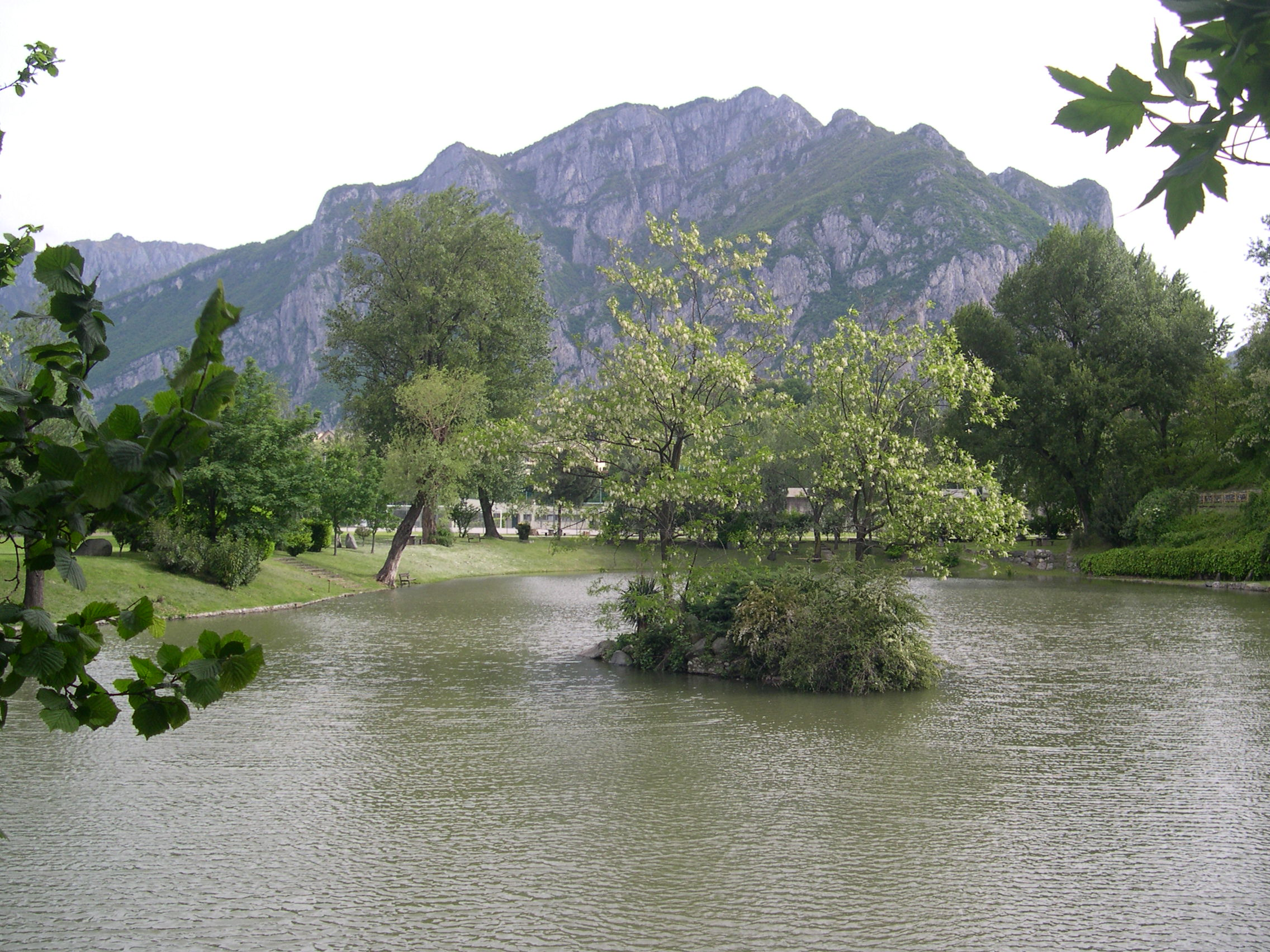
Centro Sportivo Rio Torto.
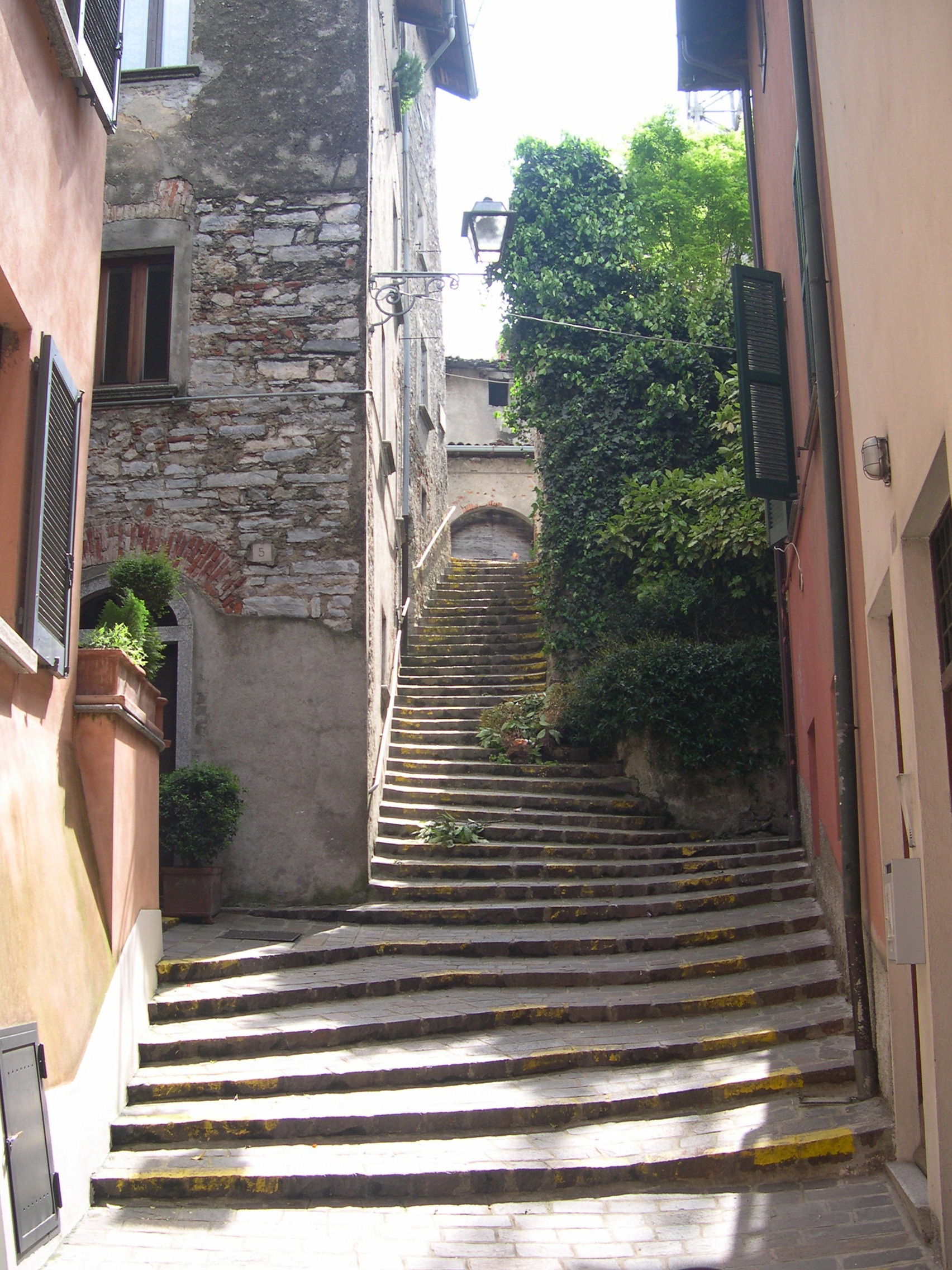
Vicolo Molteno a Malgrate Bassa.
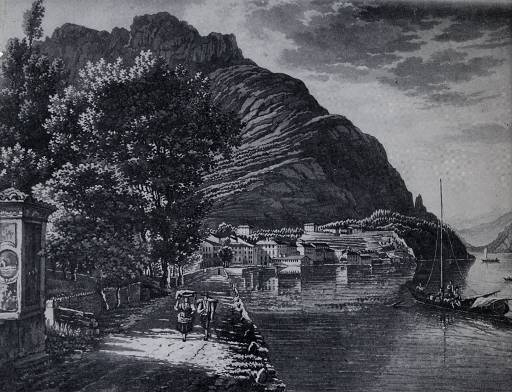
Stampa di Malgrate del 1845.
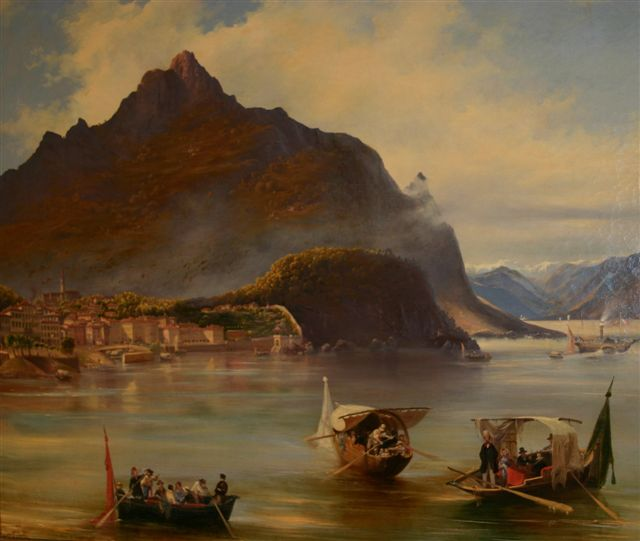
"Veduta di Malgrate" Felice Donghi, 1850.
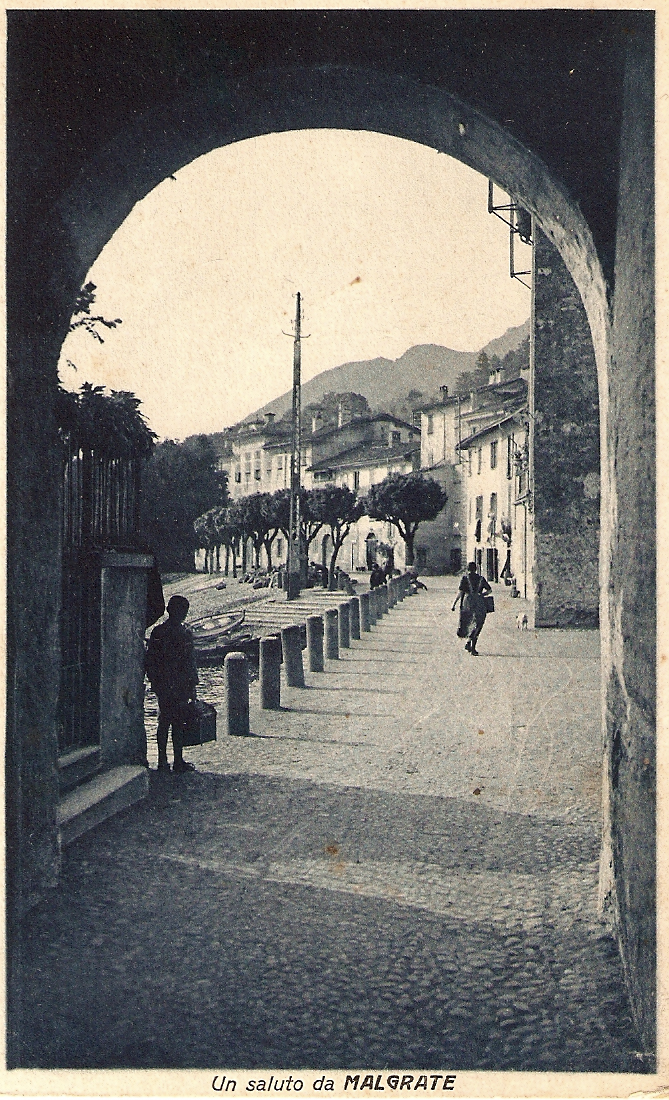
Cartolina di Piazza Garibaldi.
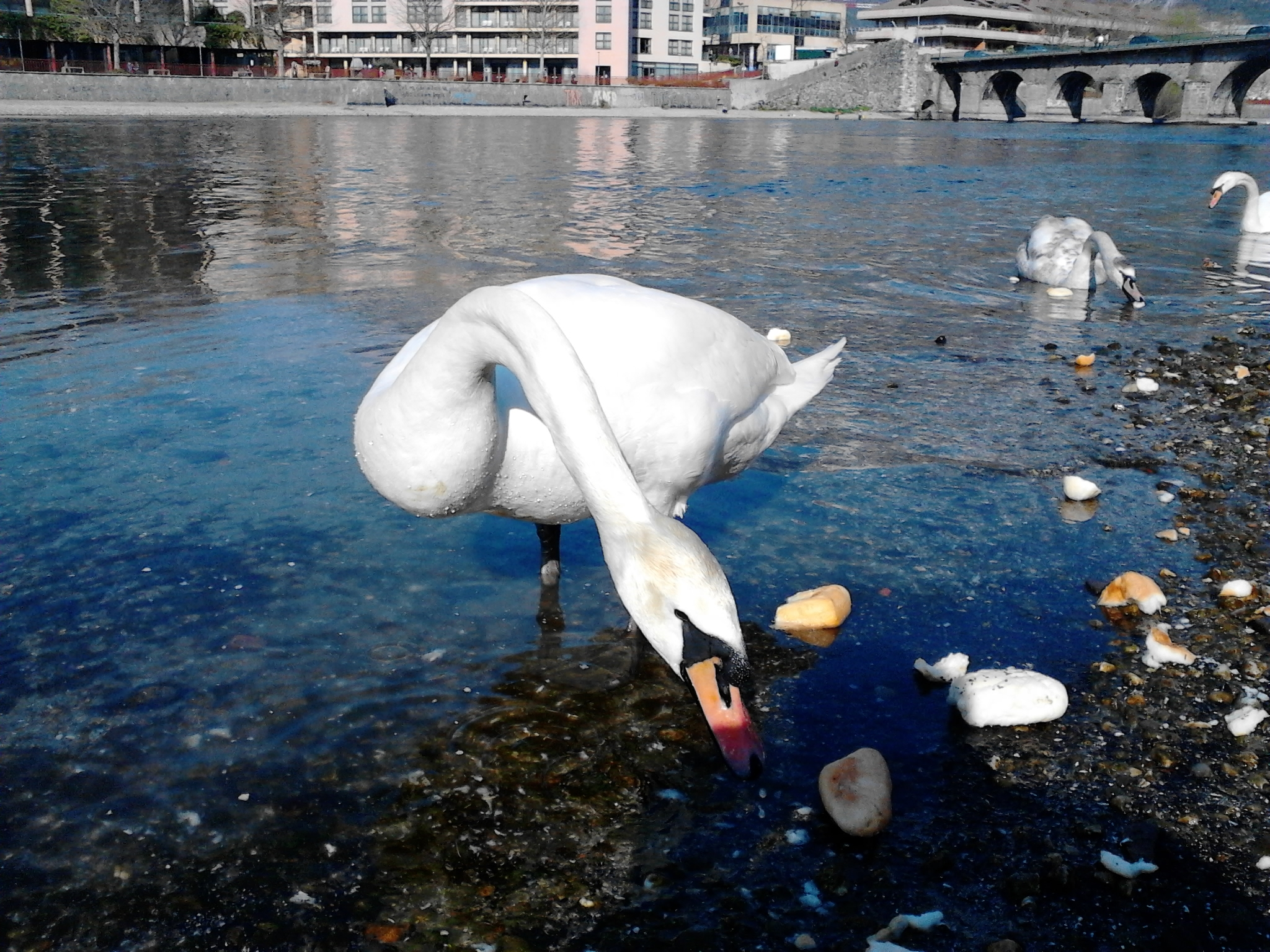
Cigni sulla riva malgratese.
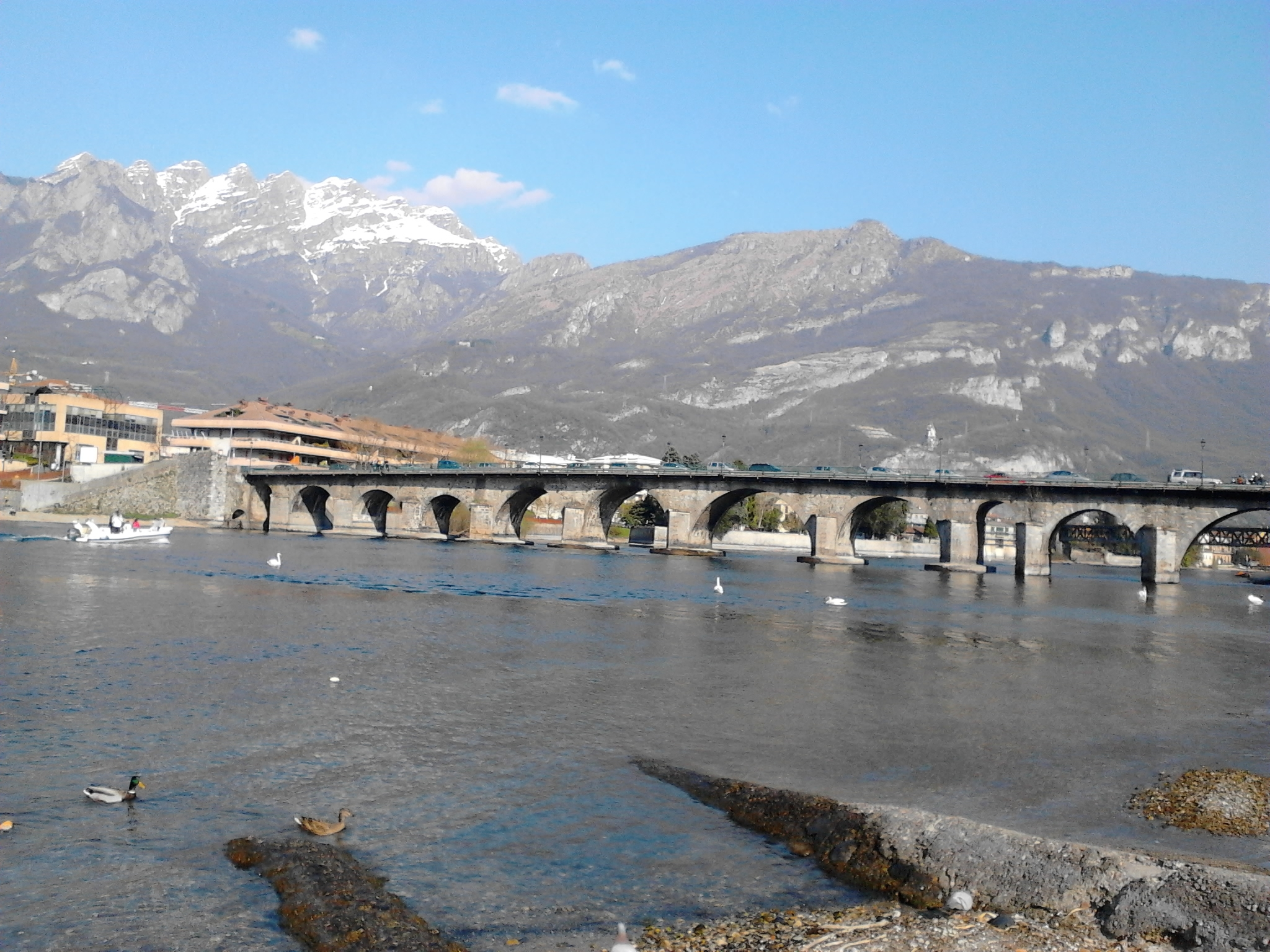
Il ponte Azzone Visconti che collega Lecco a Malgrate.